# Phellia
Phellia is een geslacht van zeeanemonen uit de klasse van de Anthozoa (bloemdieren).

## Soorten
- Phellia aucklandica (Carlgren, 1924)
- Phellia coreopsis (Duchassaing & Michelotti, 1864)
- Phellia dubia (Carlgren, 1928)
- Phellia exlex (McMurrich, 1904)
- Phellia gausapata Gosse, 1858
- Phellia inornata Verrill, 1869
- Phellia murocincta Gosse, 1858
- Phellia norvegica Danielssen, 1890
- Phellia rubens Verrill, 1869

- Phellia arctica
- Phellia allantoides
- Phellia cylicodes
- Phellia phassonesiotes